# (1549) Mikko
(1549) Mikko es un asteroide perteneciente al cinturón de asteroides descubierto por Yrjö Väisälä desde el observatorio de Iso-Heikkilä, Finlandia, el 2 de abril de 1937.

## Designación y nombre
Mikko fue designado inicialmente como 1937 GA.
Posteriormente se nombró en honor de Mikko Arthur Levander, suegro del descubridor.

## Características orbitales
Mikko orbita a una distancia media de 2,231 ua del Sol, pudiendo acercarse hasta 2,044 ua. Su inclinación orbital es 5,547° y la excentricidad 0,08369. Emplea en completar una órbita alrededor del Sol 1217 días.